# Coventry, Vermont
Coventry är en kommun (town) i Orleans County i delstaten Vermont, USA. Vid folkräkningen år 2000 bodde 1 014 personer på orten. Den har enligt United States Census Bureau en area på totalt 71,7 km², varav 0,6 km² är vatten.  